# 奥尔梅迪利亚德埃利斯
奥尔梅迪利亚德埃利斯，是西班牙卡斯蒂利亚-拉曼恰昆卡省的一个市镇。总面积13平方公里，总人口29人（2001年），人口密度2人/平方公里。